# Pax (Hoofddorp)
Pax is een wijk in Hoofddorp in de provincie Noord-Holland. De naam is afkomstig van een gelijknamige boerderij. Omdat pax in het Latijn vrede betekent, kenmerken de straatnamen in de wijk zich doordat elke straat verband houdt met een vrijheidsheld, zoals Nathan Söderblom, Henri Dunant, Martin Luther King en Frank Billings Kellogg.
De wijk staat in Hoofddorp bekend als een groene wijk. Een deel van de Geniedijk en het fort Hoofddorp horen bij de wijk Pax. Pax is na Graan voor Visch de tweede grote nieuwbouwwijk in Hoofddorp en het merendeel is gebouwd in de periode 1974 tot en met 1978.

## Bevolking
De wijk heeft 5062 inwoners (24 augustus 2015).

## Inrichting
Pax heeft een overdekt winkelcentrum. De wijk heeft twee hoofdwegen die door de wijk lopen, te weten de Asserweg en de Paxlaan.